# Elektrodeionisation
Die Elektrodeionisation ist ein elektrochemisches Verfahren zum weitestgehenden Entfernen von Ionen und ionisierbaren Stoffen aus Wasser. Es handelt sich um eine Kombination aus Ionenaustausch und Elektrodialyse. Der zentrale Baustein einer Wasseraufbereitungsanlage dieses Verfahrens ist das sogenannte EDI-Modul, in dem die Elektrodeionisation abläuft.
Diese Anlagen werden als letzte Aufbereitungsstufe zur Erzeugung von Reinstwasser, beispielsweise für die Pharma- oder Halbleiterindustrie, eingesetzt. Die mit entsprechend voraufbereitetem Wasser betriebenen Anlagen erreichen als Aufbereitungsergebnis eine elektrische Leitfähigkeit unter 6·10−6 S/m.

## Wirkungsweise und Aufbau des EDI-Moduls

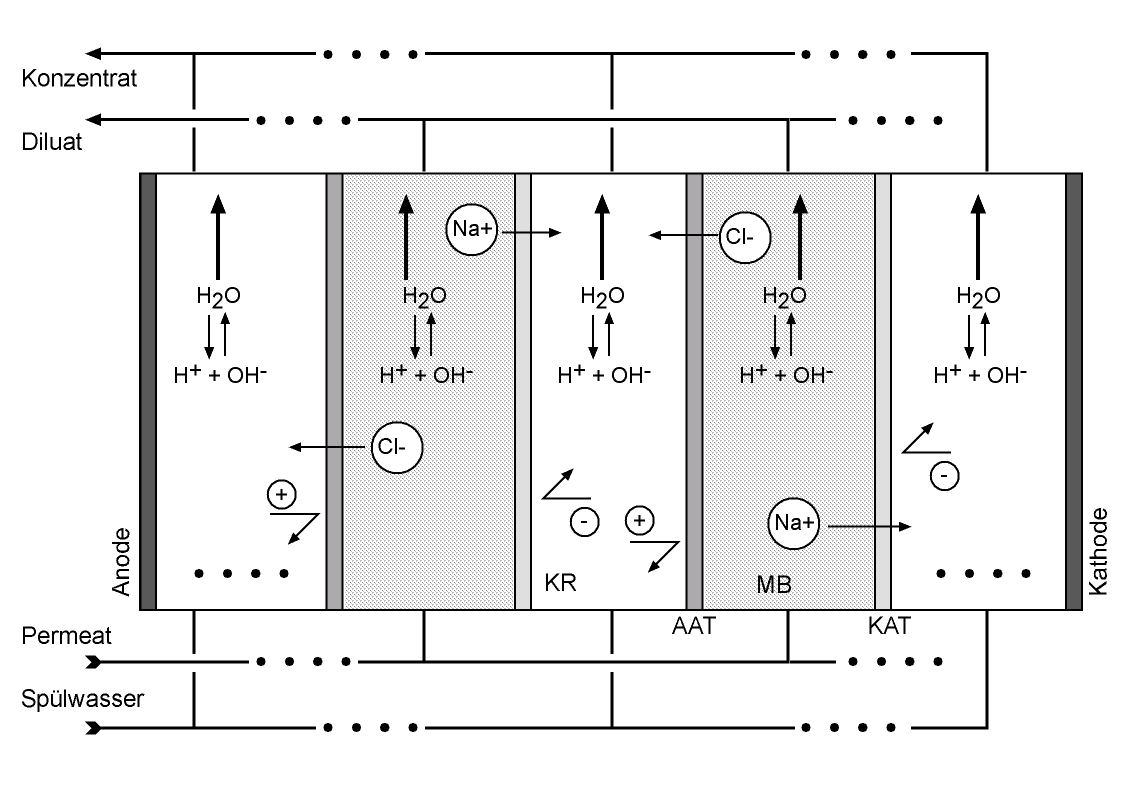
Prinzipschema EDI-Modul

Aufbau und Arbeitsweise eines EDI-Moduls (stark vereinfacht)

Das voraufbereitete Wasser (Stand der Technik: Leitfähigkeit kleiner 2 mS/m) fließt kontinuierlich in das Modul. Dort wird durch das Entfernen der verbliebenen Inhaltsstoffe salzfreies Wasser (Diluat) erzeugt. Die vormals enthaltenen Stoffe werden in gelöster Form als Abwasser (Konzentrat) abgegeben.
Innerhalb des EDI-Moduls strömt das Wasser senkrecht zu dem im Modul anliegenden elektrischen Feld durch Kammern, die jeweils von einer Anionenaustauschermembran (AAT) sowie einer Kationenaustauschermembran (KAT) begrenzt und mit einem Mischbettionenaustauscher (MB, eine Kombination aus Anionen- und Kationenaustauscherharz) gefüllt sind.
Durch das elektrische Feld kommt es zu einer Ladungswanderung der Ionen zur jeweiligen Elektrode. Die Austauschermembranen erlauben den Durchtritt von z. B. Anionen, während Kationen an der Durchdringung gehindert werden. So wird eine Konzentration der Ionen im Konzentratraum (KR) erreicht. Unter Einfluss des elektrischen Feldes findet gleichzeitig eine Dissoziation eines Teils der Wassermoleküle statt. Dies bewirkt eine Selbstregeneration des Mischbettaustauscherharzes und erlaubt einen kontinuierlichen und chemikalienfreien Betrieb.